# The Spiral Road
The Spiral Road is een Amerikaanse avonturenfilm uit 1962 onder regie van Robert Mulligan. Het scenario is gebaseerd op de roman Gods geuzen (1949) van de Nederlandse auteur Jan de Hartog.

## Verhaal
De pas afgestudeerde dokter Anton Drager komt aan in Nederlands-Indië. Daar wordt hij de assistent van dokter Jansen, die bekend is om zijn strijd tegen lepra. Ze krijgen er moeilijkheden met een medicijnman, die zwarte magie beoefent.

## Rolverdeling
| Acteur           | Personage         |
| ---------------- | ----------------- |
| Rock Hudson      | Dr. Anton Drager  |
| Burl Ives        | Dr. Brits Jansen  |
| Gena Rowlands    | Els               |
| Geoffrey Keen    | Willem Wattereus  |
| Neva Patterson   | Louise Kramer     |
| Will Kuluva      | Dokter Sordjano   |
| Philip Abbott    | Frolick           |
| Larry Gates      | Dokter Kramer     |
| Karl Swenson     | Inspecteur Bevers |
| Edgar Stehli     | Sultan            |
| Judy Dan         | Laja              |
| Robert F. Simon  | Dokter Martens    |
| Ibrahim Pendek   | Stegomyia         |
| Reggie Nalder    | Burubi            |
| Leon Lontoc      | Dokter Hatta      |
| David Lewis      | Majoor Vlormans   |
| Parley Baer      | Mijnheer Boosmans |
| Fredd Wayne      | Van Bloor         |
| Leslie Bradley   | Krasser           |
| Barbara Morrison | Mevrouw Boosmans  |
| Martin Brandt    | Dokter Sander     |